# Доњи Гаревци
Доњи Гаревци су насељено мјесто у граду Приједор, Република Српска, БиХ. Према попису становништва из 1991. у насељу је живјело 538 становника, док је 2013. године пописано 807 становника.

## Географија
Налазе се око 5 километара од града Приједора. Већи засеоци су: Стојановићи, Савићи, Башићи, Змијањци, Којићи, Пецаљи, Луке и др. Доњи Гаревци граниче са Орловцима, на потоку Мајчевац, и са селом Трнопољем, на ријеци Козарачка ријека (код становништва позната као Поповача или Ражљива).

## Старосједилачка презимена
- Пецаљ - православци, уз Савиће најстарији род у Доњим Гаревцима, славе Ђурђевдан;
- Савић - православци, други по старини род у селу, славе Мратиндан (Светог краља Стефана Дечанског);
- Змијањац - православци, славе Јовањдан;
- Новаковић - православци, славе Никољдан;
- Мандић - православци, славе Никољдан;
- Којић - православци, славе Ђурђевдан;
- Јауз - православци, славе Мратиндан (Светог краља Стефана Дечанског);
- Лаћман - православци јеврејског поријекла, угашено презиме у Д. Гаревцима, славили Никољдан;
- Башић - православци, славе три различите славе: Ђуђревдан, Никољдан и Јовањдан, а постоје и Башићи који су из другог рода те славе Пантелиндан;
- Никић - православци, славе Ђурђевдан;
- Параш - православци, славе Јовањдан;
- Миодраг - православци, славе Ђурђевдан;
- Петрић - православци;
- Дурачак - муслимани;
- Мурановић - муслимани;
- Јефтенић - православци, славе Ђурђевдан;
- Гагић - православци, славе Ђурђевдан;
- Црногорац - православци;
- Вујчић - православци, славе Аранђеловдан;
- Грујичић - православци, славе Аранђеловдан;
- Жежељ - православци, славе Ђурђевдан;
- Ђујић - православци, славе Светог Симеона;
- Колар - православци.
- Стојановић-православци, славе Јовандан

Поред наведених постоји још мање бројних родова, те оних који нису старосједиоци у Гаревцима, већ су се прије извјесног времена доселили у исте, као што су Котромани, Вучковци, Рустићи, Кукићи, Цвијићи, Мамићи и други. Поред њих, након протеклог рата, у Доњим Гаревцима је дом нашло доста избјеглица са подручја данашње Федерације БиХ, те је разноврсност презимена данас у селу велика.

## Миграције становништва
О доласку становништва на ово подручје нема пуно података. Већина становника су староседеоци, осим 2 избјегличка насеља.

## Становништво
Већинско становништво чине Срби.
| Демографија | Демографија | Демографија |
| Година      | Становника  | Становника  |
| ----------- | ----------- | ----------- |
| 1961.       | 756         |             |
| 1971.       | 587         |             |
| 1981.       | 842         |             |
| 1991.       | 538         |             |

## Знамените личности
- Раде Башић, народни херој Југославије (Рођен у Доњим Гаревцима. Основну школу је завршио у сусједном селу Горњи Орловци.)